# 青木康彦
青木 康彦（あおき やすひこ、8月26日 - ）はミュージシャン（作曲家・作詞家）である。神奈川県出身。血液型O型。明治大学法学部卒業。
MTR・DTM等最先端の技術を駆使しアレンジャーが得意である。

## 経歴
15歳の時TBS系アップルシティ500（生放送）に初出演、その後フジテレビ系 バラエティ番組 （夕やけニャンニャン）、TBS系 ザ・ベストテン・日本テレビ系 歌のトップテンなど、1987年にはテレビ朝日系 MUSIC STATION（Mステ）に出演
- 2008年4月16日 アメリカUSA　- ナイン・サーティー・クラブ - LIVEにて初の海外遠征LIVEを実現させる
- 2008年4月29日 ソウル市広津区 Melon-Ax LIVE
- 2009年10月2日 テアトル・ロン・ポワン・デュ（パリ）LIVEコンサート
- 2009年10月3日 Palais Omnisport de Paris Bercy（フランス）海外LIVE
- 2010年1月15日 オーストラリア・ゴールドコースト サーファーズ・パラダイス チャリティーLIVE
- 2010年1月15日 gold coast convention Centre チャリティーLIVE

また、ギターリスト ボイストレーナーとしても知られている。EMIミュージックジャパンレコード会社 専属の レコーディングディレクター
テレビ朝日 番組製作プロデューサー（P）として 幅広い活動をしている。過去には、東京都渋谷区宇田川町に所在していた渋谷ビデオスタジオ（テレビスタジオ）でエグゼクティブプロデューサーをしていた経歴もあり、音楽プロデューサーでもる。